# 휘찬여사
휘찬여사(彙纂麗史)는 조선 중기의 유학자인 목재 홍여하가 저술한 역사서이다. 정식 이름은 목재가숙휘찬여사(木齋家塾彙纂麗史)이다. 전47권이다.
목재가숙(木齋家塾)이라는 이름에서 알 수 있듯이 홍여하가 가숙 즉 집안에서의 교육을 위해 찬술한 것으로 보인다.
홍여하는 조선 전기 《고려사》에서 미숙하게 적용되었던 춘추의 의례를 한국사에 본격적으로 도입하여 고려사를 새로이 보려고 하였다. 《휘찬여사》 「열전」은 조선 초기보다 엄격한 유교적 도덕률이 적용되었던 17세기 사상계의 흐름을 반영하고 있다.

## 개요
정종로가 쓴 《휘찬여사》의 서문에서 홍여하는 조선의 유생들은 중국사는 말하기를 즐거워해도 조선의 역사를 말하는 데는 몽연하므로 이 병폐를 깊이 근심하고 옛 역사를 취하여 그 빠지고 어지러운 것을 보충 간행하여 《휘찬여사》를 썼다고 한다. 범례에서는 원사의 체제를 따라 저술된 고려사의 여러 지가 작사지체가 아니므로 역대의 사법에 의거하여 제지를 개찬하고 뒤섞여 있는 편목을 바로잡아 그 요점을 갖추어 득실을 일목요연하게 정리하겠다고 쓰고 있다.
《휘찬여사》의 편찬 시기에 대해서 손자 홍대구(洪大龜)가 쓴 홍여하의 행장에 의하면, 홍여하는 1633년 16세 때 모친이 별세한 후 사서와 동사(東史) 즉 한국의 역사에 관심을 가지고 공부하게 되었으며, 기존의 고려의 역사서인 《고려사》의 번쇄한 것을 줄여 1639년 《휘찬여사》를 완성하였다고 적고 있다.
1659년 홍여하 자신이 친우였던 정도응에게 보낸 편지에는 "자신이 고려사(휘찬여사)를 완성하였으며, 50권에 달한다"고 말하고 있다. 따라서 1639년은 범례와 초고를 만든 시기로 보아야 하며 그 이후 계속된 수정 끝에 1659년경 어느 정도 완결된 『휘찬려사』를 완성한 것으로 보아야 할 것이다.
휘찬여사는 기본 자료원으로 고려사를 사용하였고, 그 외에도 오운의 동사찬요, 권문해의 대동운부군옥, 용재총화, 농암선생전 등의 국내 사서를 언급하고 있는데, 이들 사서들은 대부분 영남 지역에서 간행된 것이다. 외이부록에서는 북사, 송사, 요사 등 중국의 사서들을 따로 언급하고 있어 중국의 사서도 참고하였음을 알 수 있다.

## 구성
안정복이 쓴 《동국통감제강》의 서문에는 《휘찬여사》에 대해 "정씨의 여사(고려사)의 번잡한 부분을 깎아내고 요점만 절충하여 이름을 휘찬여사라고 하였다"고 하였다.
《휘찬여사》의 체제는 범례와 세가(권1~6), 지(권7~19), 열전(권20~47(48))으로 구성되어 있고, 전형적인 기전체 형식과 비교하면 본기와 표가 빠진 불완전한 형태로 이루어져 있다. 양적인 측면에서는 고려사보다는 적어도 대체 적인 책의 구성과 체제는 그대로 계승하였고, 《원사》를 준용한 《고려사》와 달리 《한서》, 《진서》, 《당서》, 송사의 사법을 따르는 등 《고려사》와 비슷하지만 다른 점이 많다.
열전의 경우 기존의 항목 설정에서 크게 벗어나지 않은 세가나 지와 달리 일부 항목의 명칭에서 고려사와 큰 차이를 보이고 있으며, 양적인 측면에서도 세가나 지 부분이 대폭 줄어든 것과 달리 열전 부분은 그다지 줄지 않아, 《휘찬여사》의 편찬 주안점이 열전 기술에 있었음을 보여준다.
우선 기존의 《고려사》에 있었던 공주, 열녀 등 항목이 생략되고 대신 유학전, 탁행전, 행인전, 문원전 등을 두어 성리학의 원류 인물과 유학의 행실, 학문, 문장에 대해 증대된 관심이 반영되어 있으며, 대외 항쟁의 인사보다는 학문과 지조, 외교술과 문학에 뛰어난 인물을 부각시키고, 지(志)에서는 군약신강의 폐단과 영토 확장 정치의 무모성을 비판하였다. 또한 종실전 바로 뒤에 신서인전을 두고, 고려사에 보이지 않는 우탁, 길재 등의 열전을 독립된 열전으로 설정하였다. 이로 보면 조선 개국 초기에 가졌던 조선 왕조 개창을 합리화시키기 위한 역사 서술이 점차 지양되고 있는 것으로 보인다.
《휘찬여사》에서는 고려 말 절의를 지킨 인물들을 현창하는 데서 보이듯이 왕조에 충성을 하는 것을 도덕적인 이상으로 간주하였다. 또한 유학이나 문원의 설정에서 보이듯이 유학자나 문장가들에게 대해서는 높이 평가를 하고 있다. 그리하여 무인집권기 권세에 기대거나 실절하였던 인물에 대해서는 비판적인 평가를 가하는 한편, 고려 말 왕조를 지키기 위한 노력을 기울인 문신과 유학자에 대해 긍정적으로 평가하고 있다.
인물의 활동에 대해서는 왕권의 강조, 왕의 신하를 함부로 죽인 것에 대한 비판, 신하의 간쟁 중시, 삼년상 등 유학적 질서의 준행 강조, 불교에 대한 배척, 대의를 중심한 평가, 실절한 인물에 대한 비판, 척화에 대한 적극적인 평가 등, 《고려사》와 비교하여 더욱 강화된 성리학적 도덕률의 잣대를 들이대고 있다.
또한 중국의 송, 금, 원의 역사와 거란, 여진, 일본 등의 역사를 함께 열거한 점도 《휘찬여사》의 특징이다. 홍여하는 중국의 역대 역사책들은 자국의 역사뿐만 아니라 외국의 흥망, 전쟁 및 국경 관련 사실을 모두 기록했는데 동국의 역사는 중국의 일을 기록한 적이 없어 역사가로서의 대강령을 착무한 것이라고 비판하였다. 송에 대한 금, 원, 고려의 입장을 고려에 대한 송, 금, 원의 입장과 비교하고 있는 점은 흥미로운 것이다. 권47에 외이열전으로 거란, 여진, 일본전을 부록한 역사기술 태도와도 상통하는 점으로서 그의 외이부록이 역대사에 근거한 것이라고 해도 그의 역사의식에서 자주성의 발로를 의미하는 점으로 지적되어야 할 것이다. 또한 전사에 누락되어 있는 고려 시대의 사실들을 송사 등 중국의 사서에 의거하여 보궐하려고 시도하였다.

## 판각
《휘찬여사》는 영남 지역에서 많은 관심을 받았지만, 정작 판본으로 간행된 것은 100여 년 뒤인 18세기 후반 정조 시대의 일로 안정복의 《동사강목》보다도 시기적으로 뒤늦은 것이다.
휘찬여사의 판각이 이루어진 시기는 이인행이 정종로에게 보낸 편지에서 "노성한 선배가 자신에게 견해를 물으니 감당이 어렵다"며 자신이 여사휘찬(휘찬여사)을 감교하고 있다고 적고 있다. 홍여하는 가계가 무후하여 홍여하의 외후손인 정종로가 주관하여 위토를 두고 묘사를 받들게 하였는데, 정종로의 서문이 수록되어 있는 점이나 이인행이 자신을 젊다고 표현한 점 등을 볼 때 휘찬여사의 판각은 정종로가 살아 있었던 18세기 말이나 19세기 초에 이루어졌을 가능성이 있다.
1784년 홍여하의 현손인 홍석윤이 안정복을 방문하여 앞으로 간행될 동국통감제강과 휘찬여사에 대한 의견을 구한 적이 있었다. 이때 안정복은 휘찬여사의 본기와 세가 설정, 범례 원칙을 어긴 일부 기사의 내용에 대해서 비판하는 의견을 제시하였다. 간행은 그다지 진척되지 못하였고, 1788년 안정복은 다시금 이전의 의견에 대한 이해를 구하는 편지를 보냈다. 안정복은 홍여하의 또 다른 저술인 동국통감제강이 간행된 정조 10년(1786년) 동국통감제강의 서문을 쓰기도 했지만, 휘찬여사가 판각되었을 때에는 이미 사망하였기에 정종로가 대신 서문을 짓게 되었다.
홍여하가 정도응에게 편지를 보낼 때는 휘찬여사가 50권에 달한다고 하였으므로 초고가 50권에 달하였을 것인, 홍여하 말년에 일부 내용이 수정되어 현존 휘찬여사와 같은 구성을 갖추게 되었다. 교열과 판각 과정에서 18세기 초반 권구와 18세기 후반 안정복의 의견이 수렴된 결과라고 할 수 있다.
현존 휘찬여사는 47권본과 48권본이 있는데, 초고본에서 5제 관련 내용을 삭제하고서 47권으로 인쇄한 것이다. 그런데 47권으로 인쇄한 다음에 다시 48권으로 고친 것이다. 일본전 부분은 판에 1-9로 매김하였는데 이 부분을 권47로 그대로 두고 있었기 때문에 개판 과정에서 수정하여 별도로 권48로 하였다. 국학진흥원에 보관되어 있는 판목의 권48 부분은 수정한 흔적이 남아 있다.

## 영향
《휘찬여사》의 초고본이 완성된 이후 지역에서는 이 책에 대한 관심이 고조되었다. 홍여하가 지은 또 다른 사서인 《동국통감제강》과 함께 《휘찬여사》는 영남 유생들 사이에서 필사로 전파되어 큰 영향을 주었다.
이현일(李玄逸, 1627~1704)은 자신이 쓴 홍여하의 행장에서 "고려사를 바탕으로 하면서 구양수(歐陽修)가 편찬한 오대사(五代史)의 예를 본받고 좌전의 기사법(記事法)을 취하여 편찬하였다"고 적고 있다. 이현일은 숙종 15년(1689년) 입시하였을 때 숙종 앞에서 《휘찬여사》 범례가 중국의 역사 기술 서법에 부합하여 다른 동국의 사서에 비해 긴요하고 간결함을 강조하면서 홍여하에 대한 포증(褒贈)을 건의하였고, 숙종도 증직할 것을 명하였다.
조경(趙絅, 1586~1669)은 "『좌전』과 『국어』의 잣대로 역사책의 잘못된 부분을 덜어 내었으니, 이는 매우 성대한 일이다. 다행스럽게도 이 늙은이가 죽지 않고 살아있어서 족하(足下)가 편찬한 만세토록 전할 책을 얻어 볼 수 있었다”고 칭송하였다.
한편 권거(權榘, 1672~1749)는 『휘찬여사』에 대한 전반적인 비평문인 「휘찬여사의의」(彙纂麗史疑義)를 써서, 고려 역대 왕의 기사는 세가로 적고, 송 이하 군주로 우리나라와 관계되는 자는 본기를 세운다면서 범례 중에 5제를 그 대상으로 들고 있는 점을 문제삼았다. 금 태조와 원 세조의 양 본기만 권수에 있고 본문 중에는 없었는데, 권구는 금나라가 중국을 도적질하였으며 송이 정통이므로 금의 본기를 세워 천하의 주인으로 함은 옳지 않다고 하였다. 권구가 보았던 휘찬여사의 권수 부분에는 금 태조와 원 세조의 본기 항목이 있었을 것이나, 현존 목판본 휘찬여사에는 남아 있지 않다.

## 여사제강과의 비교
홍여하는 퇴계 학풍을 따르는 영남 남인의 영수로써 예론에 있어서 현종 초 송시열 등 서인 대신을 비판하다가 10년 동안 좌폐되기도 하였다. 유계의 《여사제강》이 호란 후 벌호(伐胡) 즉 반청 운동을 주도하던 서인의 정치 노선을 반영하는 사서라면 그와 반대되는 시각에서 씌어졌다.
서인의 군왕지의론에 입각한 대신 주도의 권력 구조를 반대하고 군신지은의 새로운 군신 관계를 통한 왕권 강화를 강조하였으며, 벌호 운동에 따른 군비 강화와 그로 인한 부세 부담 증대를 비판하는 입장을 취하여, 무를 키우는 것은 문을 숭상하는 고유 풍속과도 맞지 않는다고까지 주장하였다. 세가 속에 송, 금, 원을 포함시켜 서술하여 중국의 종주적인 위치를 확실히 하고 열전에는 거란, 여진, 일본을 외이로 넣어 서술한 것도 춘추의 형식을 취한 것으로 한국이 중국의 제후국임을 재확인함으로서 서인의 벌호 운동을 간접 비판한 것으로 볼 수 있다.
신라를 삼국을 대표하는 정통 국가로 설정한 것도 영남 남인의 정치적 위상을 높이려는 의도로 보이며, 같은 남인이면서도 기호 남인은 홍여하의 입장을 따르지 않은 것이 주목된다.